# Langue des signes bribri
La langue des signes bribri, est la langue des signes utilisée par les personnes sourdes et entendantes de l'ethnie des Bribris dans le Sud-Ouest du Costa Rica, dans les cantons de Talamanca (le long des rivières Lari, Telire et Uren) et de Buenos Aires.

## Caractéristiques
La langue des signes bribri est sans doute un isolat linguistique, la communauté où elle est utilisée étant très isolée avec aucun contact connu avec d'autres langues des signes. Pourtant, les statistiques lexicographiques on montré qu'elle avait 36 % de signes similaires avec la langue des signes costaricienne originelle, 36 % avec la langue des signes américaine et 38 % avec la langue des signes costaricienne. Il est à noter que les ressemblances avec l'ASL peuvent aussi venir du lien de celle-ci avec la langue des signes française, qui est également liée à la langue des signes espagnole.